# 劉麗川

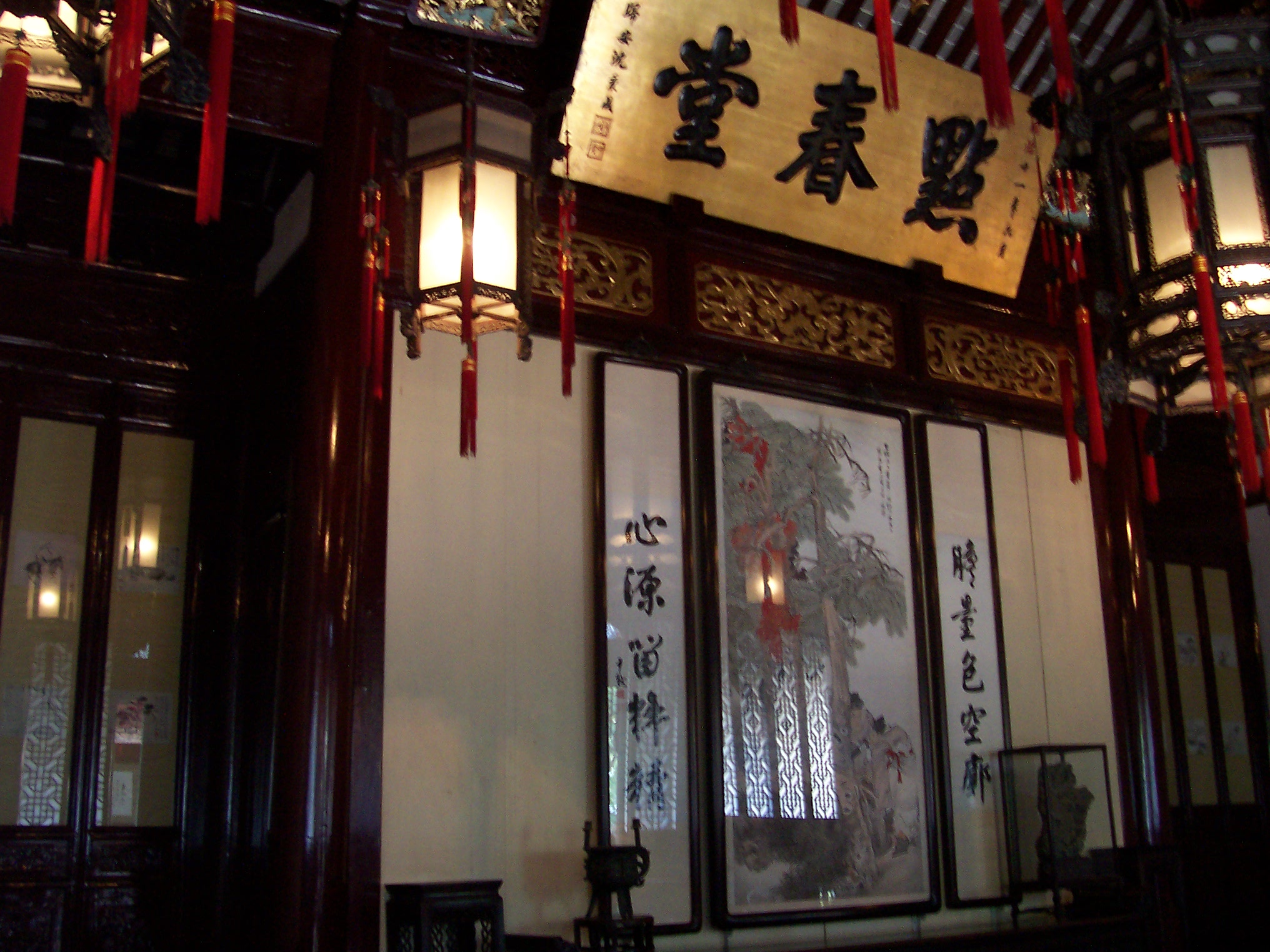
豫園点春堂，小刀会の指揮所

劉 麗川（りゅう れいせん、Liú Lìchuān、1820年 - 1855年）は、清末の小刀会の反乱の指導者の一人。

## 略歴
広東省広州府香山県渓角郷（現在の中山市沙渓鎮）出身。農民出身で、幼時より武術を学んだ。また英語や接骨術にも通じており、茶商や絹製品店の店員として働いた。1845年、香港で天地会に参加。1849年、商売のために上海に赴いた。
1853年8月5日、上海県城の北門から青浦天地会の周立春・周秀英、嘉定天地会の徐耀、福建天地会の陳阿林らとともに、2千人の群衆（半数は上海在住の広東人であった）を率い県城の役所を占領し、上海知県の袁祖徳を殺害して、上海道兼海関監督呉健彰を捕えた（後に呉はアメリカの南部バプテスト連盟の宣教師イェーツの援助で脱出した）。劉麗川は「大明国統理政教招討大元帥」を自称し、青浦・宝山・南匯・川沙庁を占領し、部隊は1万人に膨れ上がった。
10月に呉健彰率いる清軍はイギリス軍の援助を得て、陸路と海路から上海を包囲した。劉麗川は太平天国の都の天京に使者を派遣して天王洪秀全に援助を求めたが、鎮江から上海の間に清軍がいたため、援助を得ることはできなかった。
1854年12月29日、江蘇巡撫ジルハンガ（吉爾杭阿）は参将富安・守備向奎らに命じて上海県城を包囲させた。1855年1月1日、清軍は城内に突入し、市街戦となった。死闘の結果、小刀会の指導者謝安邦・陳芝らは捕えられ、劉麗川のみが上海県城からの脱出に成功した。しかし清軍の追跡を受け、虹橋で戦死した。